# Enderleinellus microsciuri
Enderleinellus microsciuri är en insektsart som beskrevs av Werneck 1948. Enderleinellus microsciuri ingår i släktet Enderleinellus och familjen ekorrlöss. Inga underarter finns listade i Catalogue of Life.